# 1963
Cette page concerne l'année 1963 (MCMLXIII) en chiffres romains) du calendrier grégorien.
L'année 1963 est une année commune qui commence un mardi.

## En bref
- 22 janvier : signature du traité de l’Élysée par le Général de Gaulle et le Chancelier allemand Adenauer.
- 26 juin : discours de John F. Kennedy à Berlin (Ich bin ein Berliner)
- 5 août : traité de Moscou entre l’URSS, les États-Unis et le Royaume-Uni, suivis de 99 puissances, interdisant tous les essais nucléaires dans l’atmosphère, l’espace ou sous la mer à l’exception des essais souterrains. Il entre en vigueur le 10 octobre[1].
- 30 août : mise en place du « téléphone rouge » entre la Maison-Blanche et le Kremlin[2].
- 2 novembre : assassinat de Ngô Đình Diệm.
- 22 novembre : assassinat de John F. Kennedy.
- 10 décembre : le prix Nobel de la paix est attribué au Comité international de la Croix-Rouge[3].

## Événements

### Afrique

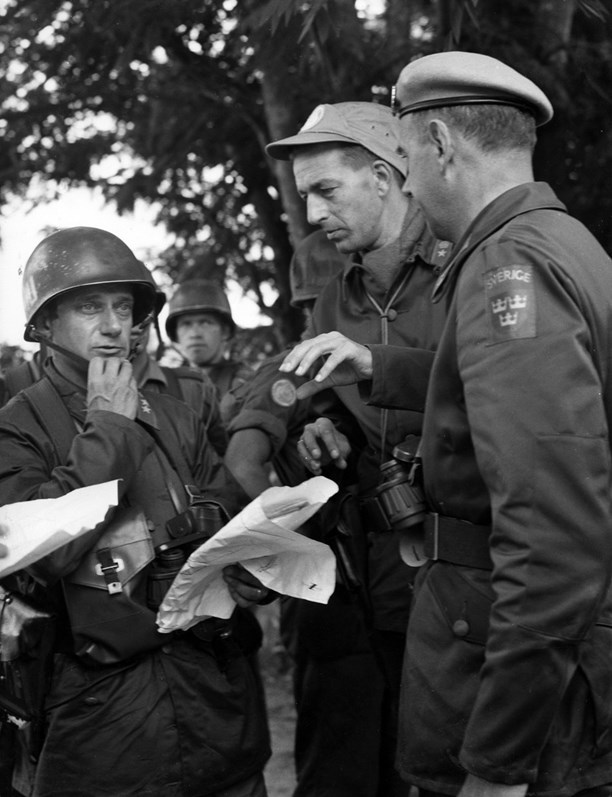
5 janvier : les troupes suédoises de l’ONUC préparent l’attaque de Kamina au Katanga.

- 11 janvier, crise congolaise : Moïse Tshombé, retranché dans Kolwezi, se réfugie en Rhodésie du Nord[4].
- 13 janvier : coup d’État militaire au Togo mené par Étienne Eyadéma Gnassingbé. Assassinat du président Sylvanus Olympio. Nicolas Grunitzky est inauguré président civil le 5 mai[5].
- 14 janvier :
  - fin de la sécession de l’État du Katanga. Moïse Tshombé, son président, de retour à Kolwezi, annonce sa capitulation[4]. Il part en exil en Europe du 14 juin au 26 juin 1964[6].
  - un tiers des membres du bureau politique du Parti démocratique de Côte d'Ivoire, accusés de complot, sont arrêtés et emprisonnés alors qu’ils se rendaient à une réunion à Yamoussoukro. Début de l’affaire des faux complots d’Houphouët-Boigny, qui purge ses opposants politiques en Côte d’Ivoire (1963-1964)[7].
- 21 janvier : Élisabethville est investie par les forces de l’ONU[8]. Réunification du Congo-Kinshasa après trois ans de guerre civile et de médiations diplomatique. Les dirigeants séparatistes du Katanga et du Sud-Kasaï sont réintégrés dans la classe dirigeante « nationale ».
- 23 janvier : attaque de la caserne de Tite menée par le PAIGC. Début de l’insurrection de la Guinée portugaise[9].

- 15 février : formation du gouvernement Houphouët-Boigny II en Côte d’Ivoire[10].
- 16 février : traité de Kayes. Accords frontaliers entre la Mauritanie et le Mali[11].

- 7 mars : une constitution, approuvée le 3 mars par référendum, établit une république au Sénégal, présidée par Léopold Sédar Senghor[12].

- 2 avril : Lancement de Luna 4

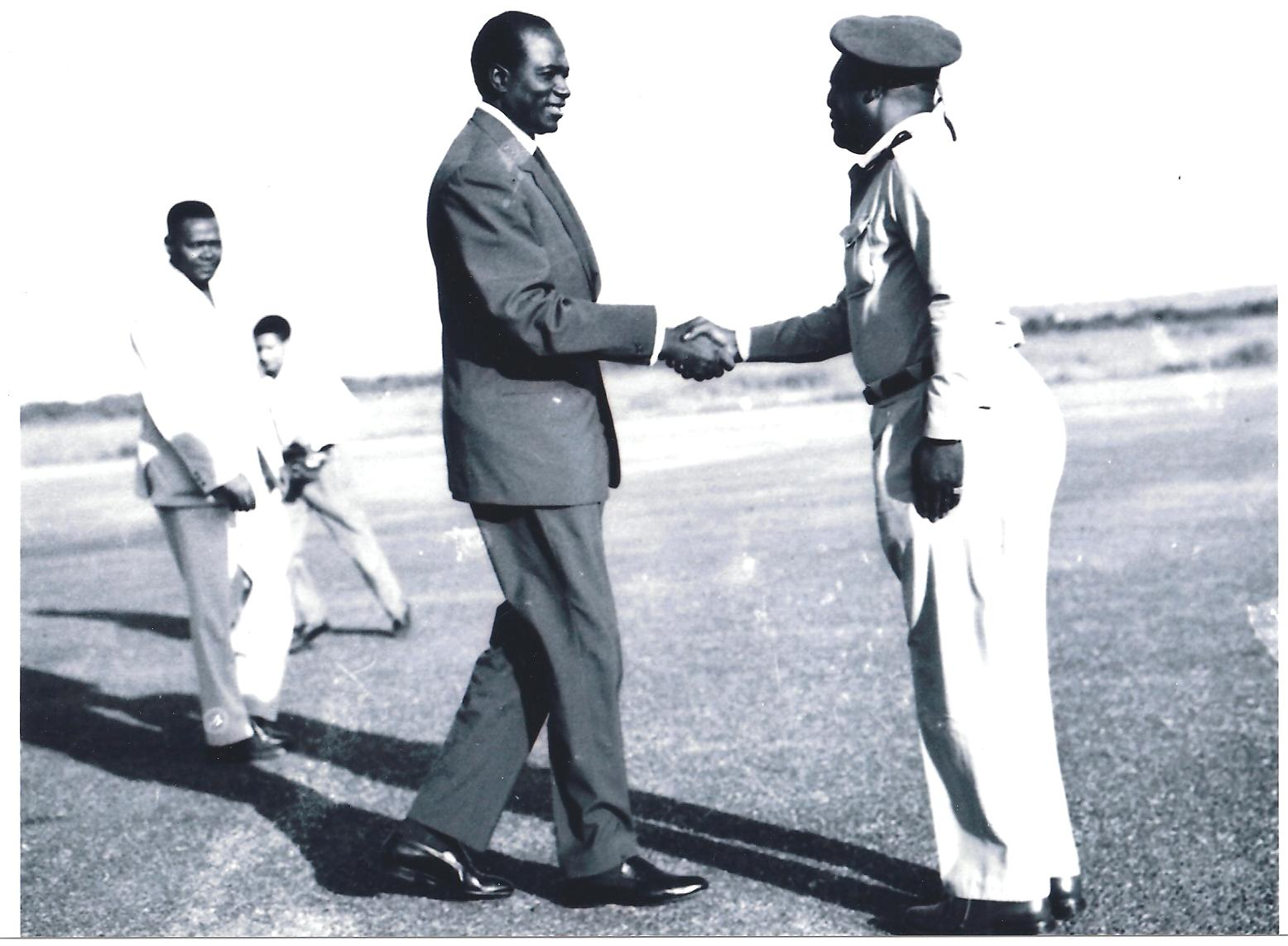
Modibo Keita et son chef d’état major le général Soumaré en 1963.

- 14 mai : un incident déclenche le soulèvement des Touareg de l’Adrar des Ifoghas au Mali contre le régime de Modibo Keita (fin le 16 juillet 1964)[13]. Répression brutale avec le concours de l’Algérie et du Maroc, entraînant la mort de centaines de Touareg après le bombardement de leurs campements.
- 17 mai : 
  - victoire du FDIC aux premières élections législatives marocaines[14].
  - loi institutionnalisant le MESAN comme parti unique en République centrafricaine[15].
- 22 - 25 mai : sommet d’Addis-Abeba, réuni sous l’égide de l’empereur Haïlé Sélassié Ier ; trente et un pays indépendants signent la charte constitutive de l’Organisation de l’unité africaine (OUA). Elle proclame le principe de l’intangibilité des frontières issues de la décolonisation, l’égalité souveraine de tous les États membres, le règlement pacifique des différents et affirme une politique de non-alignement[16]. Depuis, la Journée mondiale de l'Afrique est célébrée tous les 25 mai.

- 1er juin : Jomo Kenyatta (KANU) devient Premier ministre du Kenya[17].
- 5 juin : signature à Bamako de cinq accords de réconciliation entre le Sénégal et le Mali ; la réconciliation est scellée le 22 juin par la rencontre à Kidira des présidents Léopold Sédar Senghor et Modibo Keïta [18].
- 7 juin : inauguration à Touba, au Sénégal, de la plus grande mosquée d’Afrique subsaharienne, construite par la confrérie des Mourides, créée par Ahmadou Bamba[19].
- 28 juin-3 juillet : échec de la conférence de l’Afrique centrale  à Victoria Falls[20]. Refus de l’indépendance à la Rhodésie du Sud : soulèvement et répression.

- 10 juillet : accords financier et commercial entre la France et le Togo[21].
- 16 juillet, Maroc : à la suite de la découverte d’un « complot » contre Hassan II, 130 dirigeants de l’UNFP réunis à Casablanca sont arrêtés[22]. Des centaines de militants du parti sont arrêtés dans les jours qui suivent. Mehdi Ben Barka se réfugie à Alger[23].
- 18 juillet : le rapport Jeanneney sur la coopération est remis au gouvernement français[24].
- 20 juillet : convention de Yaoundé (en) sur le développement entre la CEE et 18 pays africains francophones, ancêtre de la convention de Lomé[25].

- 4 août : accord portant création de la Banque africaine de développement (BAD), réunissant tous les pays africains indépendants sauf l’Afrique du Sud, signé à Khartoum (en vigueur le 10 septembre 1964[26].
- 13 - 15 août : journées d’émeutes à Brazzaville (« Trois glorieuses »). Chute du régime de l’abbé Fulbert Youlou au Congo-Brazzaville ; Alphonse Massamba-Débat est élu président de la République le 19 décembre, et le 24 décembre Pascal Lissouba forme le gouvernement et lance le socialisme scientifique[27].
- 19 août : réunion dans la maison de Joseph Oduho (en) à Kampala des dirigeants en exil de l’Union nationale africaine du Soudan (SANU), qui lancent officiellement le mouvement Anyanya, chargé d’organiser la guérilla sudiste en Équatoria dans la guerre civile qui oppose depuis 1955 le Sud et le Nord du Soudan (fin en 1972)[28].
- 28 août : l’Assemblée nationale algérienne adopte une constitution de type présidentiel présentée par Ben Bella, approuvée par référendum le 8 septembre[29].

- 10 septembre : formation du gouvernement Houphouët-Boigny III en Côte d’Ivoire[30].

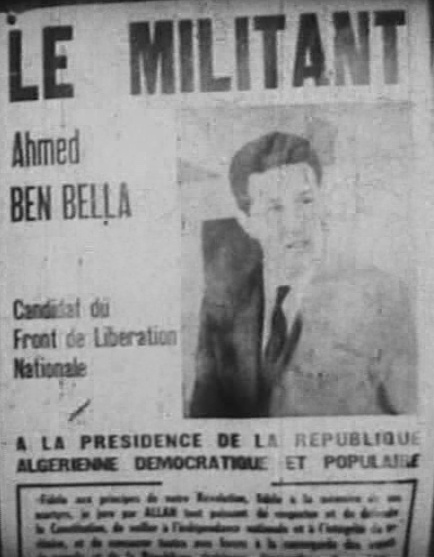
Affiche électorale de 1963.

- 15 septembre : Ahmed Ben Bella est élu président de la République en Algérie[29].
- 29 septembre :
  - création du Front des forces socialistes par le Kabyle Hocine Aït Ahmed. Il mène la guérilla kabyle avec le commandant Mohand Oulhadj contre la dictature de Ben Bella en Algérie. Le 12 novembre, Mohand Oulhadj conclut un accord avec Ben Bella et Hocine Aït Ahmed continue la lutte dans le maquis jusqu’à son arrestation le 17 octobre 1964[31].
  - le président Joseph Kasa-Vubu dissout le Parlement congolais pour mettre en place une commission constitutionnelle. Le 3 octobre, les lumumbistes conduits par Christophe Gbenye fondent un Conseil national de libération (CNL) contre le régime « néo-colonial ». Ils réussissent à soulever les paysans et contrôlent la moitié du territoire du Congo en 1964. Pendant la rébellion du Kwilu, Pierre Mulele mène l’insurrection des Pende et des Mbundu dans le sud du Kwilu depuis juillet 1963[32]. Christophe Gbenye conduit la rébellion lumumbiste dans l’est en avril 1964, conquiert le Katanga et installe son État-major à Stanleyville où il se proclame Président de la République Populaire du Congo le 5 août 1964[33].

- 8 octobre : début de la petite guerre des Sables. l’armée algérienne lance une attaque surprise et anéantit plusieurs petites garnisons marocaines, puis tente de prendre Figuig à la frontière algéro-marocaine[34].
- 11-12 octobre : incidents à la frontière somalo-éthiopienne à Djidjiga et à Debegoryalle[35] ; début d’un premier conflit entre l’Éthiopie et la Somalie pour la possession de l’Ogaden (fin en mars 1964).
- 15 octobre, guerre des Sables : tandis que des incidents se multiplient à la frontière algéro-marocaine, Ahmed Ben Bella appelle à la mobilisation générale[34].
- 16 octobre : du Caire, Mehdi Ben Barka appelle les marocains à la révolte[22].
- 20 octobre : violente manifestation à Porto-Novo entraînant le pillage du ministère de l’Information et de bâtiments publics[36].
- 28 octobre : premier coup d’État du colonel Soglo, conseiller militaire du président Hubert Maga, au Dahomey. Soglo rend le pouvoir aux civils et des élections sont organisées en janvier 1964[37].

- 1er décembre : élections législatives et présidentielle au Sénégal. Victoire de l’Union progressiste sénégalaise et de Léopold Sédar Senghor[12].
- 10 décembre : indépendance de Zanzibar[38].
- 12 décembre : le Kenya obtient son indépendance du Royaume-Uni au sein du Commonwealth[39].
- 13 décembre : début d’un voyage du Premier ministre chinois Zhou Enlai en Afrique ; il visite l’Égypte, l’Algérie, le Maroc, la Tunisie, le Ghana, le Mali, la Guinée, le Soudan, l’Éthiopie et la Somalie (fin le 5 février 1964)[40].
- 31 décembre : dissolution de la fédération de Rhodésie et du Nyassaland[20].

### Amérique
- 6 janvier : le régime présidentiel est rétabli par référendum au Brésil[41]. Le ressentiment de l’armée grandit, d’autant plus que la situation économique se dégrade et que le président João Goulart se montre incapable de stabiliser le pays. La vie politique se polarise et le président s’appuie de plus en plus sur la gauche dont l’audience s’affirme. Sa tentative de mobiliser les paysans en lançant une campagne de syndicalisation s’avère menaçante pour les grands propriétaires.
- 31 mars :  le président du Guatemala Ydígoras décide de permettre le retour au pays d’Arévalo, président déchu en 1954 et accusé de communisme, ce qui provoque un coup d’État préventif toléré par les États-Unis[42].

- 2 avril : révolte de la marine argentine à Punta Indio[43].
- 26 avril : à la suite d'une tentative d'enlèvement de ses deux enfants, le dictateur haïtien François Duvalier commandite le massacre de plusieurs dizaines d’opposants[44].

- 9 juin : Fernando Belaúnde Terry gagne les élections au Pérou. Nationaliste et progressiste, il négocie avec la compagnie pétrolière américaine IPC (es) et lance des réformes fiscales et agraires. Ces dernières déçoivent de nombreux paysans dépourvus de terres. L’agitation dans les campagnes est aggravée par les activités de guérilleros (fin de mandat en 1968)[45].

- 7 juillet : en Argentine, une nouvelle élection présidentielle organisée par les militaires sans les péronistes donne vainqueur le radical Arturo Umberto Illia (investi le 12 octobre)[46]. Celui-ci légalise le parti péroniste avec l’espoir qu’il le soutiendra.
- 11 juillet : coup d’État en Équateur toléré par les États-Unis[47].

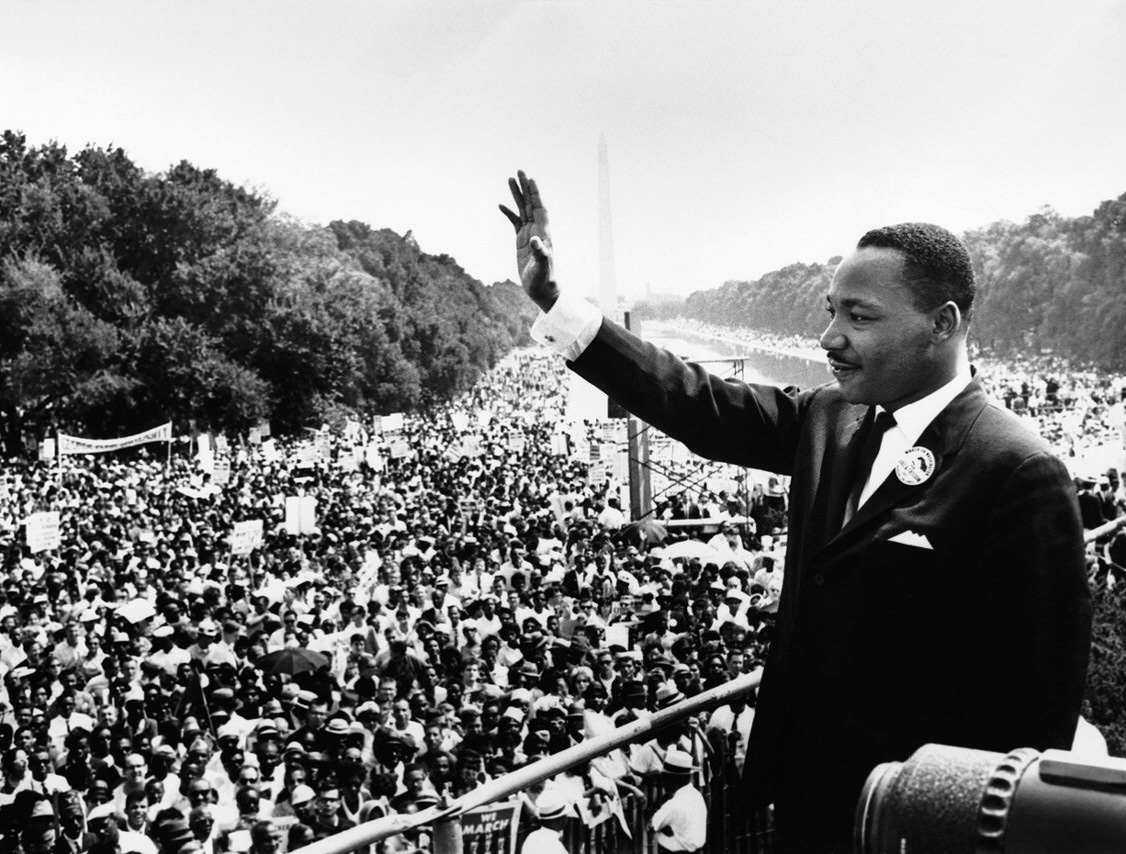
28 août : Martin Luther King face à la foule lors de la marche sur Washington.

- 28 août : Marche sur Washington pour l’emploi et la liberté , une gigantesque marche pour les droits civiques à Washington (250 000 manifestants) avec le discours de Martin Luther King contre la ségrégation raciale : I have a dream. Marche sur Washington pour l'emploi et la liberté[48].

- 12 septembre, Brésil : révolte de sous-officiers à Brasília[41] parce que la Cour suprême leur interdisait d’avoir un siège de député. Les officiers viennent à bout de la révolte, mais João Goulart refuse de la condamner.
- 25 septembre : coup d’État militaire en République dominicaine. Le président Juan Bosch est remplacé par un triumvirat qui ne tient pas ses promesses de retour à la démocratie et fait l’objet d’attaques de la part des secteurs de l’armée favorables à l’organisation d’élections et du retour de Bosch (constitutionnalistes). Les États-Unis s’opposent au coup d’État[45].

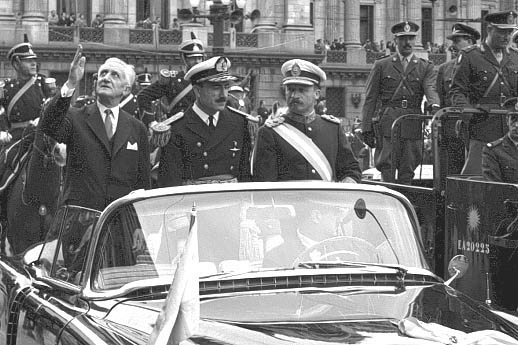
Arturo Umberto Illia le 12 octobre. À ses côtés (extrême droite), Juan Carlos Onganía, le général qui le destituera trois ans plus tard et dirigera la prétendue « Révolution argentine ».

- 3 octobre : coup d’État militaire au Honduras. Dictature du général Oswaldo López Arellano (fin en 1971)[49].
- 12 octobre : Arturo Umberto Illia est investi Président de l’Argentine[50].
- 22 novembre : assassinat du président John Fitzgerald Kennedy à Dallas. Début de la présidence démocrate de Lyndon Baines Johnson aux États-Unis (fin en 1969)[51].
- 30 novembre, Guatemala : création des FAR (Fuerza armadas rebeldes) dirigées par Jorge Soto[52].

### Asie et Pacifique

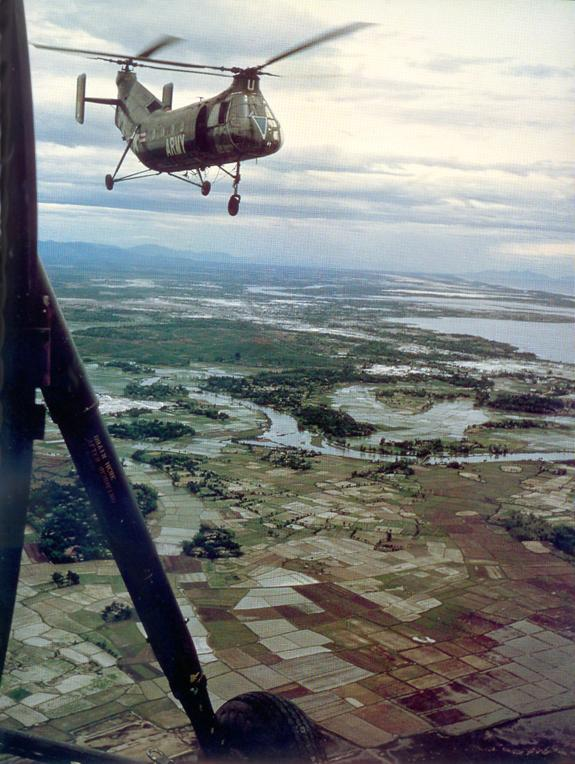
Un hélicoptère de transport « Shawnee » américain survole les rizières du Vietnam en 1963.

- 2 janvier, guerre du Viêt Nam : bataille d’Ap Bac. Premières victoires du Viêt-cong sur l’ARVN[53].

- 10 mars, Afghanistan : le roi Zaher destitue son cousin, le premier ministre Mohammed Daoud Khan et prend le pouvoir[54].
- 28 mars, Indonésie : la Dekon, « déclaration économique », proclamée par Soekarno insère un programme économique dans l’action générale du Nasakom : construction d’une économie nationale et démocratique libérée des vestiges du colonialisme et de l’impérialisme, puis édification d’une économie socialiste dont serait bannie l’exploitation de l’homme par l’homme[55].

- 1er avril : assassinat de Quinim Pholsena (en), ministre des Affaires étrangères du Laos, de tendance neutraliste de gauche ; les ministres Pathet Lao quittent la capitale[56].

- 1er mai : transfert du territoire de la Nouvelle-Guinée occidentale de l’Autorité exécutive temporaire des Nations unies à la République d’Indonésie conformément à l’accord de New York[57].
- 8 mai : neuf civils qui protestaient à Hué contre l’interdiction d’arborer le drapeau bouddhiste lors des fêtes de Vesak sont tués. Début de la crise bouddhiste (manifestations, immolations par le feu)[58].
- 18 mai : Soekarno est élu président à vie en Indonésie[59].
- 29 mai : accord de Téhéran ; les relations diplomatiques rompues en 1961 sont rétablies entre le Pakistan et l’Afghanistan[60].

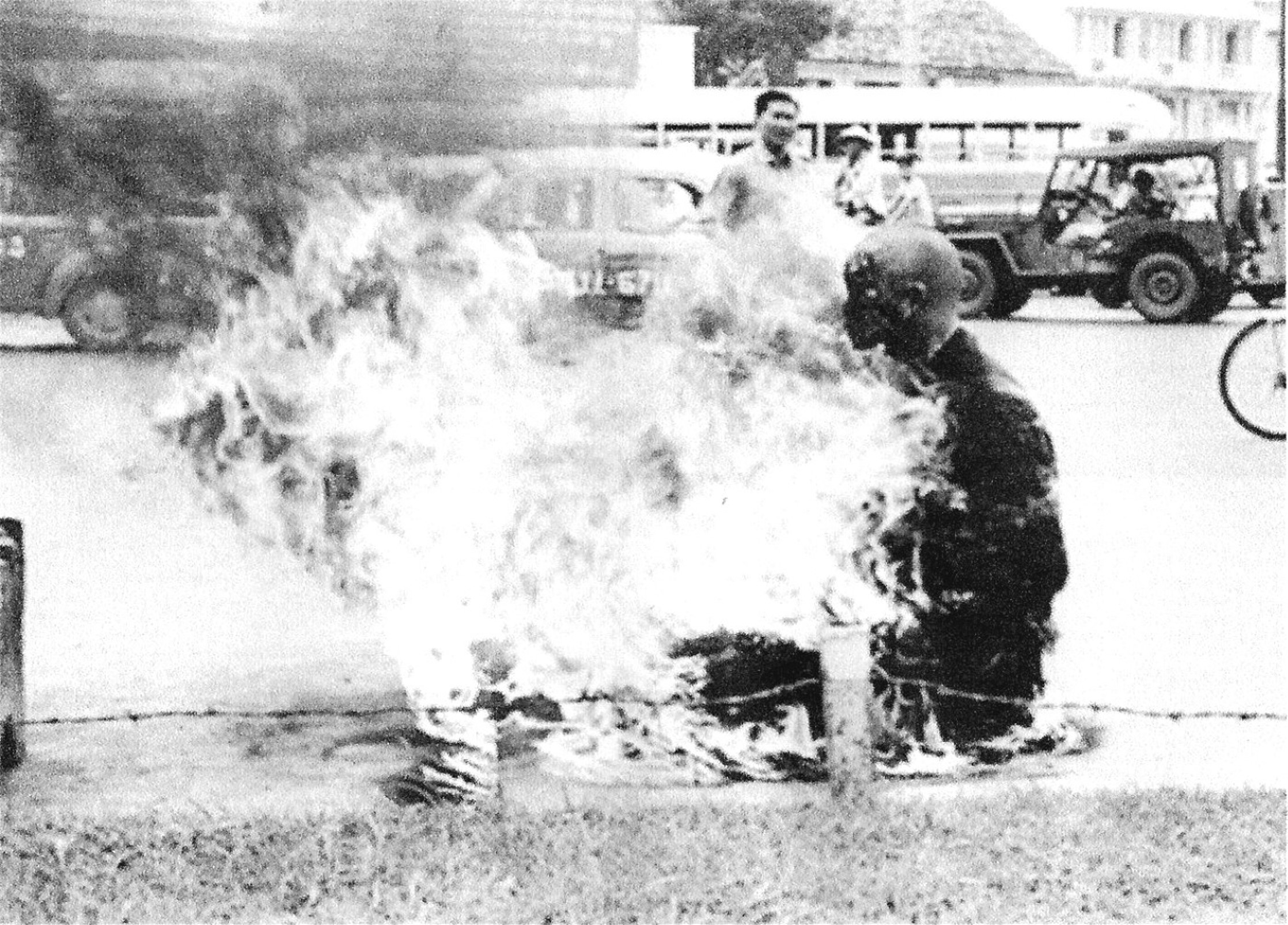
Un moine bouddhiste s’immole par le feu au marché central de Saigon le 5 octobre 1963.

- 11 juin : le bonze vietnamien Thich Quang Duc s’immole à Saïgon, pour protester contre les persécutions anti-bouddhistes du régime de Ngô Dinh Diêm[61].
- 15 juin : Mao Zedong envoie à Khrouchtchev une lettre en « 25 points » qui critique la ligne adoptée par l’Union soviétique et remet en cause la prééminence du Parti communiste soviétique[62].

- 31 juillet :
  - rejet par la Chine du traité de Moscou[63].
  - accord de Manille entre l’Indonésie, la fédération de Malaisie et les Philippines sur la question de Sarawak et de Bornéo du Nord[64].

- 17 août : promulgation d’un nouveau code civil au Népal. le roi Mahendra supprime les bases légales de la discrimination entre castes[65].

- 16 septembre : élargissement de la fédération de Malaysia à Singapour, Sarawak, Sabah et Brunei afin d’éviter une mainmise des communistes sur Singapour. La nouvelle fédération se heurte à l’hostilité des Philippines, qui avait des vues sur le Sabah et à celle du président indonésien Soekarno, qui estime que Bornéo fait partie du territoire indonésien. Jusqu’en 1966, l’armée indonésienne harcèle la fédération (Konfrontasi), obligeant l’armée australienne à prendre position au Sarawak[66].
- 21 septembre : note des Soviétiques qui reprochent aux Chinois leur opposition au traité de Moscou, de vouloir posséder un armement nucléaire, et leurs innombrables violations frontalières[63].

- 15 octobre : Park Chung-Hee est élu de justesse président en Corée du Sud. Son parti, le Parti démocratique républicain, remporte les élections avec une forte majorité le 26 novembre. Park Chung-Hee est investi le 17 décembre (troisième République de Corée)[67]. Il met en place d’importantes réformes économiques, en particulier le premier plan quinquennal qui marque le début du décollage économique du pays.

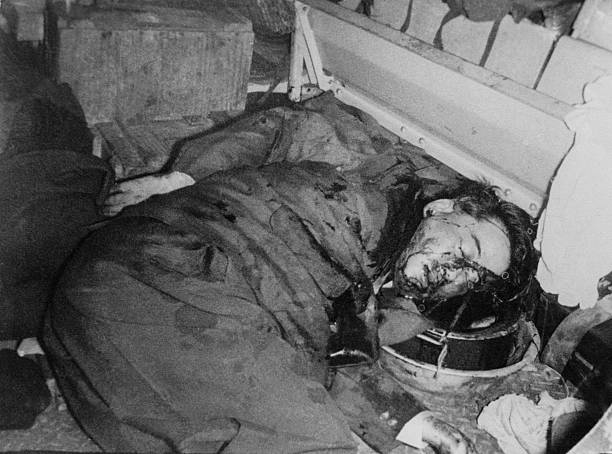
2 novembre : assassinat de Ngô Dinh Diêm.

- 1er novembre, Viêt Nam : Ngô Dinh Diêm est renversé par un complot militaire sans que les Américains interviennent[58].
- 2 novembre : le président déchu du Viêt Nam Ngô Dinh Diêm et son frère Ngo Dinh Nhu sont assassinés[58].
- 9 novembre : catastrophe de la mine de charbon de Mitsui Miike, au Japon[68].
- 20 novembre : le Cambodge renonce à l’aide américaine et réaffirme sa neutralité sous garantie internationale[69].
- 30 novembre : élections fédérales australiennes[70].
- Novembre : 16 000 conseillers militaires américains au Viêt Nam du Sud[71].

- 1er décembre, Inde : création du Nagaland pour mettre fin à la guérilla autonomiste[72].
- 5 décembre : début du règne de Palden Thondup Namgyal, Chogyal (maharaja) du Sikkim (fin en 1982)[73].
- 9 décembre, Thaïlande : Thanom Kittikachorn devient Premier ministre à la mort de Sarit Dhanarajata[74]. Il doit faire face à un mouvement de guérilla communiste dans le Nord.

### Proche-Orient

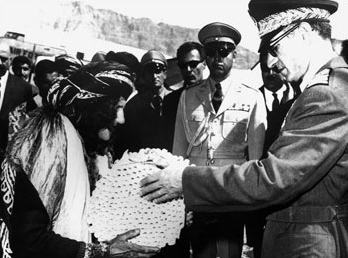
Révolution blanche : le Shah distribuant des titres de propriété.

- 26 janvier, Iran : référendum sur la Révolution blanche mise en place par le chah Mohammad Reza Pahlavi pour moderniser le pays[75].

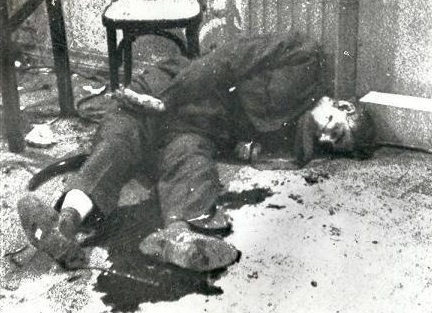
9 février : Abdul Karim Qasim est exécuté.

- 8 février : en Irak premier coup d’État baassiste organisé par le général Bakr[76]. Le général Abdul Karim Qasim est renversé et exécuté (9 février). Le colonel Abdel Salam Aref revient à la tête du gouvernement puis de l’État. Bakr devient alors président du Conseil. Baassiste et nationalistes entament alors une répression impitoyable contre les communistes en réponse aux événements de 1959[77].
- 8 mars : le Parti Baas prend le pouvoir en Syrie à la suite d’un coup d’État militaire[77]. Salah Bitar devient chef du gouvernement. Il entreprend immédiatement au Caire des négociations avec l’Égypte en vue d’une nouvelle union (14 mars-14 avril). La Syrie demande l’égalité politique avec l’Égypte, ce qui consacrerait la position de force du Baas. Nasser s’y oppose en raison des cinq millions de membres de l’USA (le Baas ne compte que 10 000 adhérents). Le principe d’une union fédérale tripartite (Égypte, Syrie, Irak) est finalement accepté et signé au Caire le 17 avril[78].

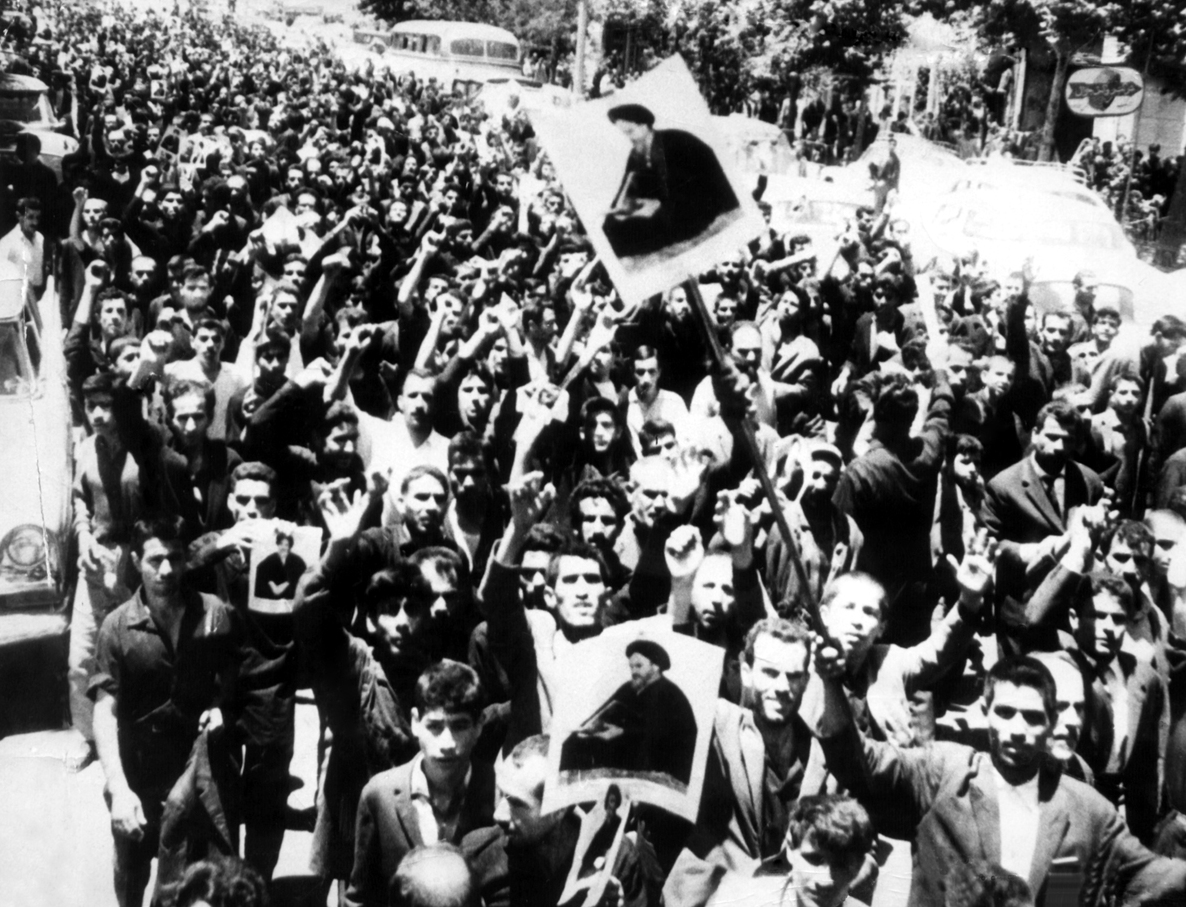
5 juin : manifestation en Iran.

- 3 juin, Iran : lors des commémorations du martyre de l’imam Hossein, l’ayatollah Rouhollah Khomeini prononce un sermon virulent contre le projet de modernisation du chah. Son arrestation le 5 juin provoque des manifestations qui tournent à l’émeute à Téhéran et dans plusieurs autres villes, violemment réprimées par le régime. Khomeini est libéré le 2 juillet et placé en résidence surveillée après avoir promis de s’abstenir de déclarations politiques. Libéré en avril 1964, il est de nouveau arrêté le 4 novembre 1964 et expulsé vers la Turquie, puis se rend en exil en Irak en octobre 1965[79],[80].

- 18 juillet, Syrie : une tentative de coup d’État du Mouvement national arabe (pronassérien) échoue[78].
- 22 juillet : après l’élimination des forces pronassériennes en Syrie et en Irak, Nasser renonce à créer une nouvelle République arabe unie fédérant les trois États[78].

- 19 septembre : mort d’Ahmad Hilmi Pacha (en) ; Ahmas al-Shuqayri est nommé représentant de la Palestine au Conseil de la LEA[81].

- 18 novembre : le parti Baath est à nouveau éliminé du pouvoir en Irak et repasse dans la clandestinité. Le nouvel homme fort, Abdel Salam Aref, gouverne jusqu’à sa mort en avril 1966 et mène une politique favorable au nassérisme[76].
- 23 décembre : Nasser propose la réunion d’un sommet au Caire de tous les chefs d’État arabes consacré à la question israélo-arabe, réuni le 13 janvier 1964[82].

### Europe
- 2 janvier : Le général de Gaulle donne audience à l’ambassadeur de Grande-Bretagne, Pierson Dixon, qui aborde la proposition des États-Unis d’étendre à la France les accords de Nassau[83].
- 14 janvier : 
  - lors d’une conférence de presse à l’Élysée, le général de Gaulle rejette la candidature du Royaume-Uni au Marché commun et la création d’une force nucléaire multilatérale proposée par les États-Unis[84].
  - Konrad Adenauer assure au diplomate américain George Ball la participation de l’Allemagne fédérale à la force nucléaire multilatérale de l’OTAN (MLF)[84].
- 16 janvier : discours de Nikita Khrouchtchev au Ve congrès du SED à Berlin-Est. Il annonce qu’il renonce à signer une paix séparée avec la RDA (fin de la deuxième crise de Berlin)[85].

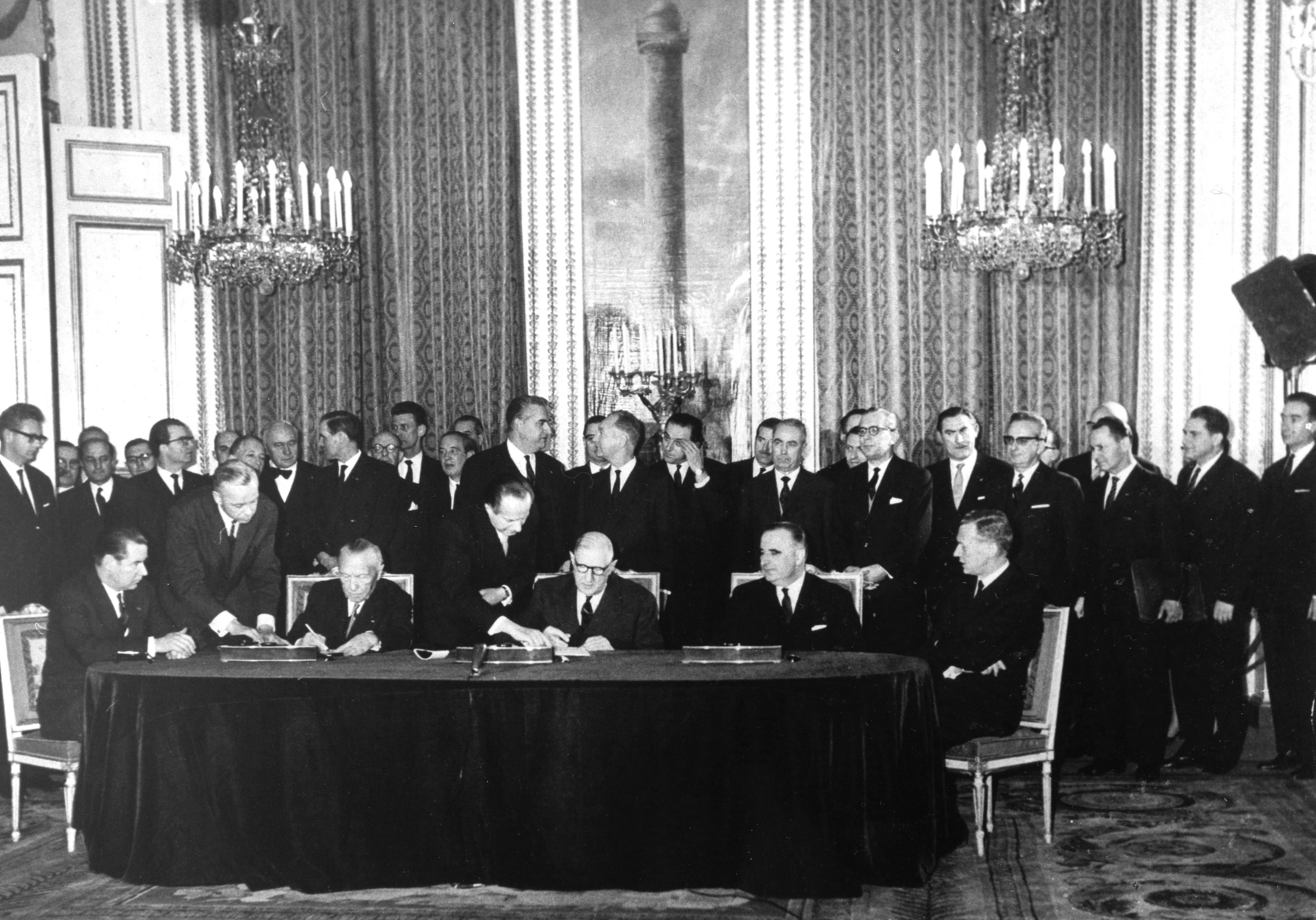
22 janvier : signature du traité de l’Élysée.

- 22 janvier : signature du traité de l’Élysée d’amitié entre le président français Charles de Gaulle et le chancelier de l’Allemagne fédérale Konrad Adenauer[84].
- 28-29 janvier : conférence de Bruxelles. Sous la pression de la France, les six pays de la CEE ajournent sine die les négociations sur l’adhésion du Royaume-Uni[84].

- 5 février : l’arrêt van Gend en Loos fonde les rapports entre ordre juridique communautaire et ordre juridique national[86].
- 14 février : Harold Wilson prend la tête des travaillistes au Royaume-Uni à la suite de la mort de Hugh Gaitskell le 18 janvier[87].

- 15-20 février : réunion à Moscou du Comité exécutif du Comecon[88]. Le responsable roumain de la planification refuse l’intégration économique qui lui est proposée, qui assigne à la République populaire roumaine un rôle essentiellement agricole dans le cadre de la division socialiste du travail. La position roumaine est acceptée lors de la réunion du Comecon à Moscou en juillet[89].

- 22 mars : amnistie générale des insurgés de 1956 en République populaire de Hongrie[90]. Relâchement des contraintes politiques.
- 28 mars : réouverture de l’ambassade roumaine de Tirana, en République populaire d’Albanie[91].

- 6 avril : signature à Washington de l’accord sur la livraison de missiles Polaris américains au Royaume-Uni[92].
- 7 avril : seconde Constitution yougoslave qui étend les prérogatives des républiques et des provinces autonomes et change le nom du pays en République fédérale socialiste de Yougoslavie[93].
- 11 avril : encyclique Pacem in Terris de Jean XXIII, première encyclique adressée à « tous les hommes de bonne volonté ». Elle condamne la notion de guerre juste et insiste : la paix n’est pas possible sans justice sociale parmi les hommes[94].
- 20 avril : exécution en Espagne du communiste Julián Grimau[95].
- 28 avril : élections politiques en Italie[96].

- 5 juin, Royaume-Uni : affaire Profumo. Le ministre de la Guerre John Profumo est contraint à la démission après la découverte de sa liaison avec Christine Keeler, une call-girl servant d’espionne aux Soviétiques[97].
- 9 juin : élections législatives islandaises[98].
- 16 juin : URSS : premier vol d'une femme, Valentina Tereshkova, dans l'espace.
- 19 juin : URSS : fin du vol spatial de Valentina Tereshkova.
- 21 juin : élection du pape Paul VI (Gian Battista Montini) (fin en 1978)[99]. Il représente la tendance médiane du concile Vatican II. Il accepte les innovations, mais entend aussi conserver les bases qui ont assuré la pérennité du catholicisme.

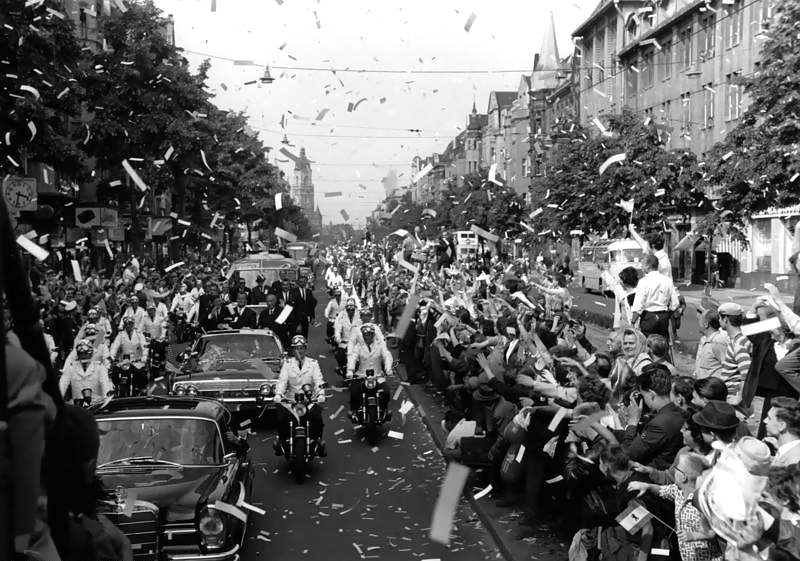
26 juin : voyage de John F. Kennedy à Berlin (Ich bin ein Berliner)

- 26 juin : voyage triomphal de John F. Kennedy en Europe et à Berlin, accueilli par une immense foule sur la Rudolph Wilde Platz, il prononce un bref discours (« Ich bin ein Berliner »)[100].
- 26 juillet : un tremblement de terre de magnitude 6 fait 1 070 victimes à Skopje en Yougoslavie[101].
- 29 juillet : lors d’une conférence de presse, Charles de Gaulle rejette la proposition américaine de fournir à la France les renseignements sur les tests nucléaires atmosphériques américains. Le 4 août, il confirme à Washington le refus de la France de signer le traité de Moscou sur les essais nucléaires[83].

- Nuit du 7 au 8 août : attaque du train postal Glasgow-Londres par la bande de Bruce Reynolds, dérobant 120 sacs contenant 2,6 millions de livres sterling[102] (50 millions d’euros).
- 29 août : l’Espagne est admise au GATT[103].

- 1er septembre : entrée en vigueur en Belgique de la loi sur la délimitation de la frontière linguistique[104].
- 12 septembre : accord d’Ankara, accord d’association entre la Turquie et la Communauté économique européenne[105].
- 20-21 septembre, Tchécoslovaquie : le stalinien Viliam Široký doit céder la présidence du Conseil des ministres à Jozef Lenárt. Les communistes tchécoslovaques au pouvoir sont contraints d’entreprendre la déstalinisation du pays en raison de graves difficultés économiques[106]. Les victimes des purges de 1952 sont réhabilitées et Josef Beran, archevêque de Prague, est libéré le 4 octobre[107].

- 15 octobre : démission du chancelier Konrad Adenauer, âgé de 87 ans. Ludwig Erhard devient chancelier fédéral en Allemagne[108].
- 19 octobre : début du ministère conservateur de Sir Alec Douglas-Home, Premier Ministre du Royaume-Uni (fin en 1964), à la suite de la démission de Harold Macmillan pour raison de santé le 10 octobre[87].
- 30 octobre : fondation du constructeur automobile italien Lamborghini.

- 3 novembre : élections législatives grecques[109]. Le 8 novembre[110], Georges Papandréou forme un gouvernement de l’Union du centre en Grèce (fin en 1965). Il entend abolir les mesures autoritaires et démocratiser le système politique. Il entre en conflit avec le roi Constantin II de Grèce.

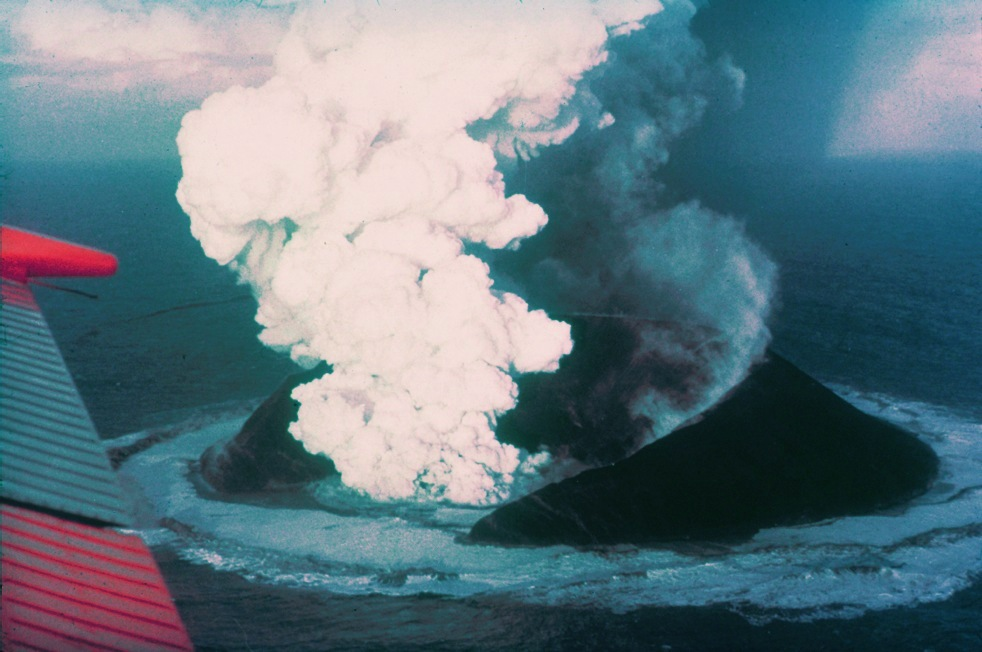
Éruption volcanique de Surtsey le 30 novembre.

- 14 novembre : une éruption volcanique sous-marine survient dans l’Atlantique, au sud-ouest de l’Islande, provoquant la naissance de l’île de Surtsey[111].
- 30 novembre : accord de coopération entre la République fédérale socialiste de Yougoslavie et la République populaire roumaine pour la construction d’un grand projet de navigation et d’hydroélectricité aux Portes de Fer, sur le Danube. Les travaux commencent le 7 septembre 1964[112].

- 20 décembre : ouverture du procès d’Auschwitz à Francfort[113].

## Décès en 1963

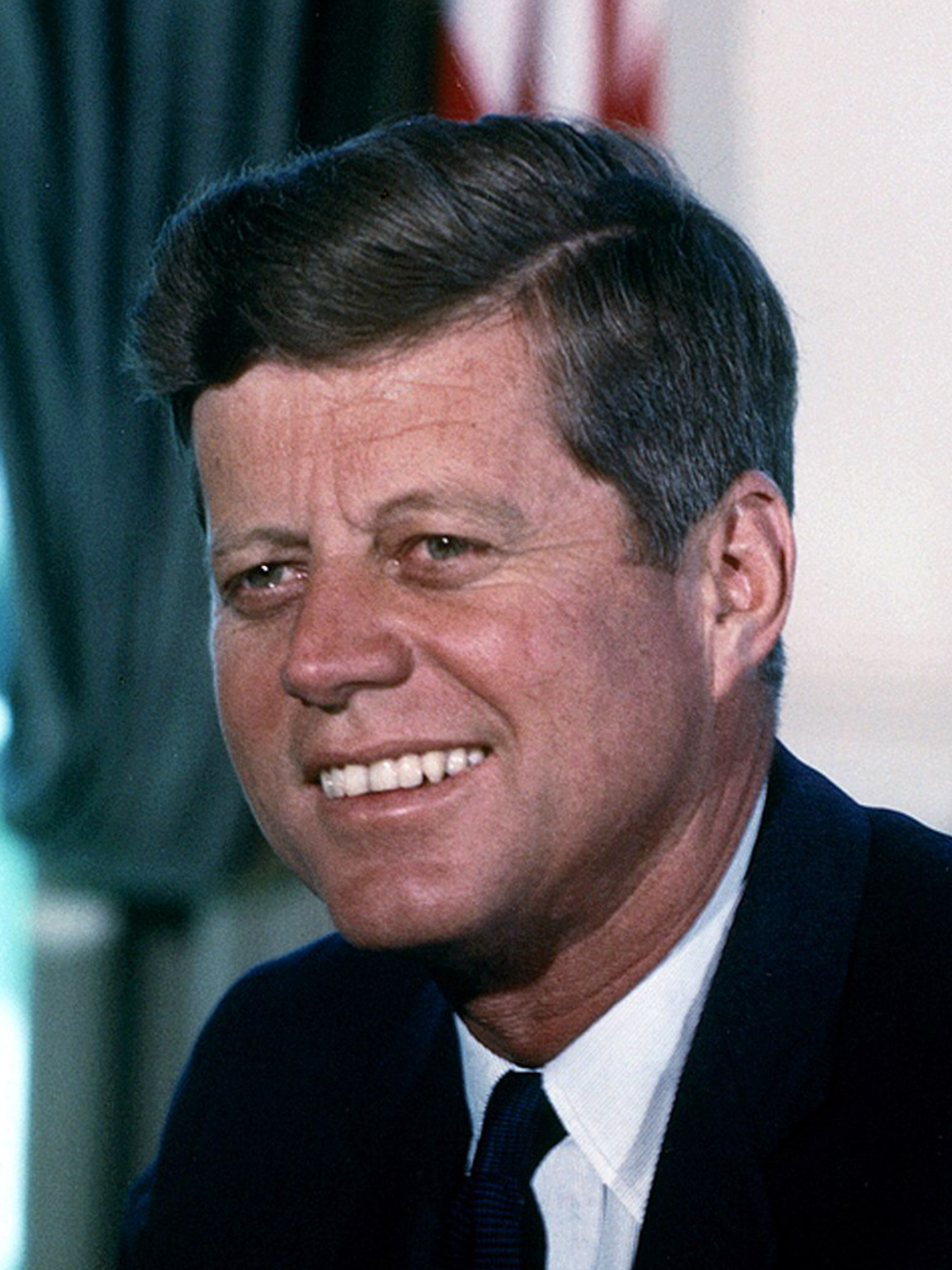
John F. Kennedy.

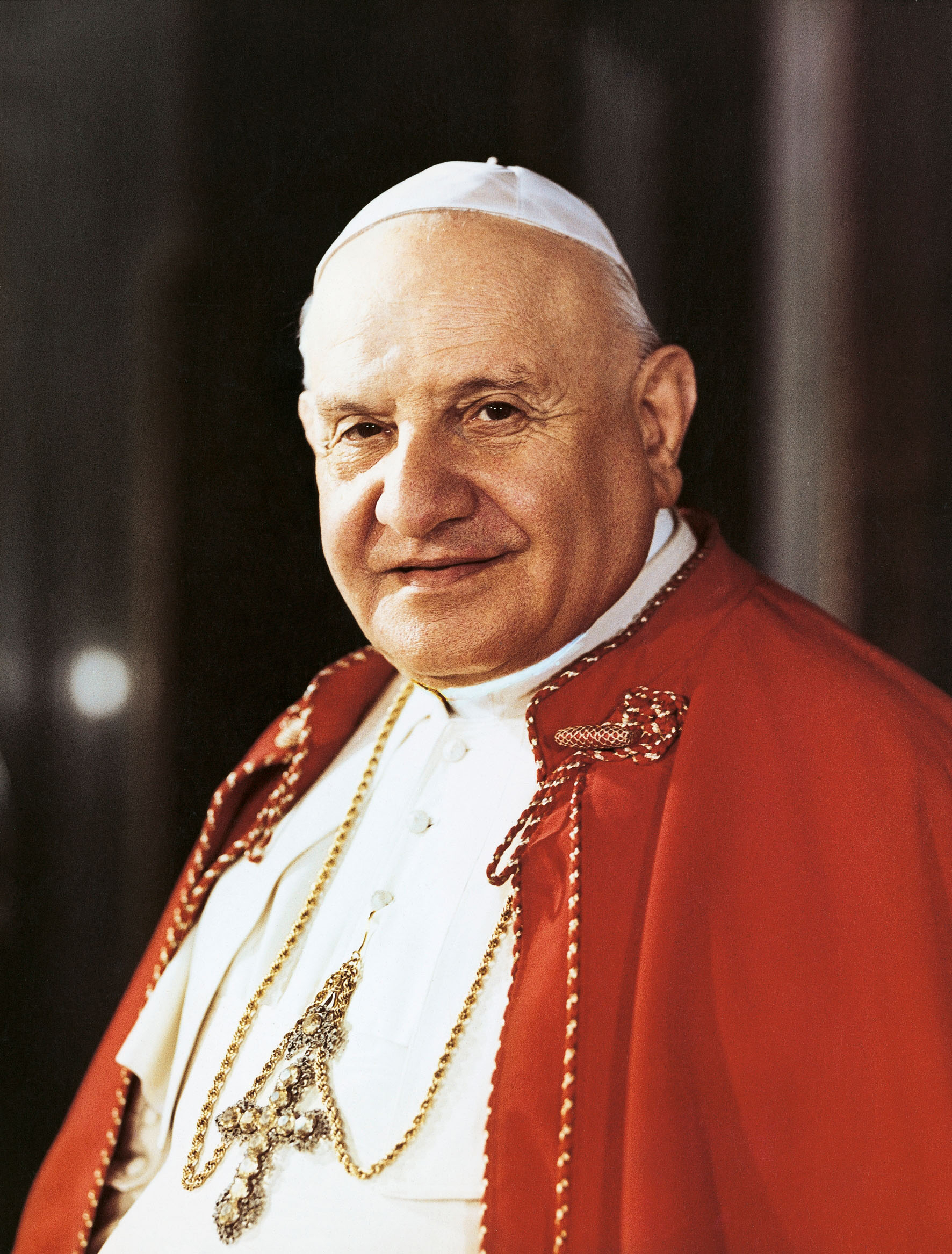
Le Pape Jean XXIII.

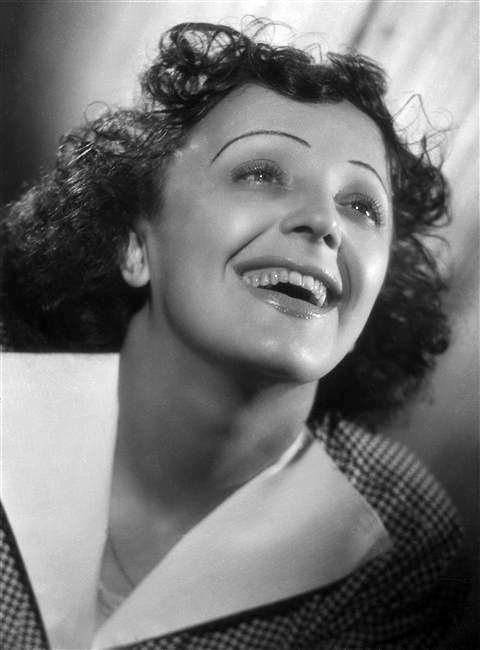
Édith Piaf.

Personnalités majeures décédées en 1963
- 30 janvier : Francis Poulenc (compositeur et pianiste français)
- 3 juin : Jean XXIII (pape italien de 1958 à 1963)
- 9 juin : Jacques Villon (peintre et graveur cubiste français)
- 1er juillet : Camille Chautemps (homme politique français)
- 31 août : Georges Braque (peintre,sculpteur et graveur français)
- 4 septembre : Robert Schuman (homme politique français)
- 10 octobre : Édith Piaf (chanteuse française)
- 11 octobre : Jean Cocteau (poète et cinéaste français)
- 22 novembre : John Fitzgerald Kennedy (homme politique américain)
- 22 novembre : Aldous Huxley (écrivain britannique)
- 24 décembre : Tristan Tzara (écrivain français d'origine roumaine)
- 28 décembre : Paul Hindemith (compositeur et chef d'orchestre allemand)